# Meteorium capillaceum
Meteorium capillaceum là một loài Rêu trong họ Meteoriaceae. Loài này được (Hornsch.) A. Jaeger mô tả khoa học đầu tiên năm 1877.